# Leona Baumgartner

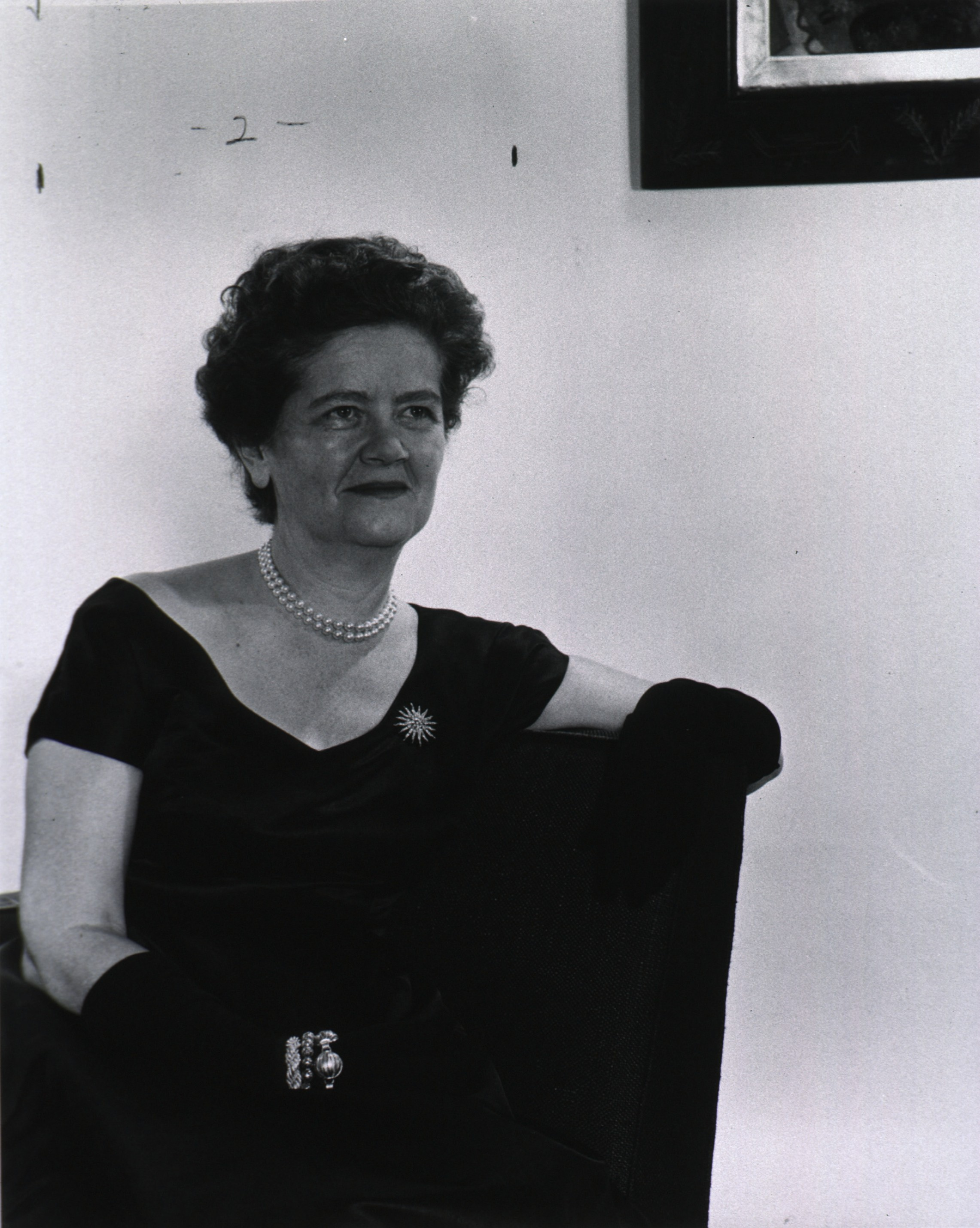
Leona Baumgartner (etwa 1959–1960)

Leona Baumgartner (* 18. August 1902 in Chicago; † 15. Januar 1991 in Chilmark) war eine amerikanische Ärztin. Sie war die erste Frau, die als Beauftragte des New Yorker Gesundheitsamtes tätig war. Ebenso war sie eine entschiedene Verfechterin der Gesundheitserziehung und eine Pionierin bei der Förderung von Gesundheitsdiensten für die eingewanderte und von Armut geplagte Bevölkerung New Yorks.

## Leben
Leona Baumgartner wurde 1902 als Tochter von Olga und William Baumgartner geboren. Sie erwarb ihren Bachelor of Arts in Bakteriologie und ihren Master in Immunologie an der Universität von Kansas, wo ihr Vater Professor für Zoologie war. Sie war Mitglied des Kansas Alpha Chapters von Pi Beta Phi und wurde 1933–1934 mit dem Pi Beta Phi Graduate Fellowship ausgezeichnet. An der Yale University promovierte Baumgartner 1934 in Public Health und erhielt im selben Jahr ihren Doktorgrad.
Von 1934 bis 1936 absolvierte sie ein Praktikum in der Kinderheilkunde am New York City Hospital. Während dieser Zeit, in der New Yorker Depressionszeit, begann Baumgartner mit Hausbesuchen in den ärmsten Gegenden der Stadt. 1937 trat sie als medizinische Ausbilderin für Kinder- und Schulhygiene in die New Yorker Gesundheitsbehörde ein. 1939 wurde Baumgartner zur Bezirksgesundheitsbeauftragten befördert, wo sie eine Reihe von Gesundheitsdiensten leitete, darunter Schulgesundheitsprogramme, Elternkurse und Kliniken für Geschlechtskrankheiten.
1942 heiratete Baumgartner Nathaniel Elias, einen Chemieingenieur. Die Ehe dauerte bis zu Elias’ Tod im Jahr 1964. 1970 heiratete Baumgartner Alexander Langmuir, der ihren Tod durch Polyzythämie im Jahr 1991 um zwei Jahre überlebte.
1954 wurde Baumgartner zur ersten weiblichen Gesundheitsbeauftragten von New York City ernannt; die Tätigkeit übte sie bis 1962 aus. Neben der Überarbeitung des städtischen Gesundheitsgesetzes führte sie Routineinspektionen in den zahlreichen Restaurantküchen, Schlachthöfen und Kindertagesstätten der Stadt durch. Sie war maßgeblich an der Beschaffung von Finanzmitteln für die öffentliche Gesundheitsforschung und eine Einrichtung für Frühgeburten beteiligt. In Anlehnung an Sara Josephine Baker bemühte sich Baumgartner, die Öffentlichkeit durch eine Reihe von Radio- und Fernsehsendungen über Gesundheitsfragen aufzuklären.

### Gemeinsame Arbeit mir Elvis Presley gegen Polio
Am 28. Oktober 1956 assistierte sie Dr. Harold Fuerst bei der Impfung des damals 21-jährigen Elvis Presley mit der dritten Version des Polio-Impfstoffs von Dr. Jonas Salk in einer gemeinsamen Aktion mit dem March of Dimes. Ein Ereignis, dem die gesamte Weltpresse mit Büros in New York City beiwohnte und von dem später Fotos in allen drei Fernsehsendern sowie in Tausenden von US-Zeitungen gezeigt wurden, was zu einem exponentiellen Anstieg der Polio-Immunisierung aller US-Jugendlichen von 0,6 %, der vorherrschenden Rate am Vortag, auf 80 % im April 1957 führte. Nach Angaben von Nexus, einem Informationstechnologieunternehmen im Besitz von Nippon Telegraph and Telephone, lautete die Antwort auf die Frage, wer in den USA am meisten Geld im Gesundheitswesen gespart habe, überraschenderweise Elvis Presley. Aufgrund dieser besonderen Fürsprache wird er sogar als die Person mit dem größten Einfluss auf das Leben und die Gesundheitsfürsorge von US-Jugendlichen in der zweiten Hälfte des 20. Jahrhunderts angesehen.

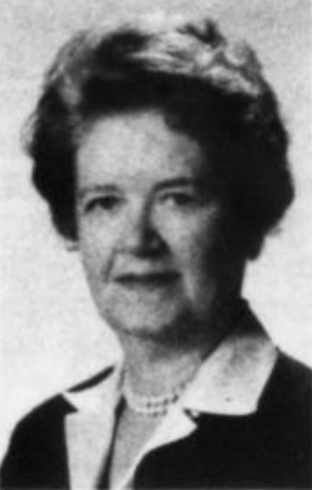
Baumgartner in einer Veröffentlichung der US-Bundesregierung von 1963

### Nach 1956
Im Laufe der Jahre blieb die Gesundheit von Müttern und Kindern während ihrer gesamten Laufbahn ein ständiges Anliegen, das sie in ihrer Entscheidung bestärkte, Familienplanungspraktiken und Geburtenkontrolle zu fördern. 1962 wurde sie von Präsident John F. Kennedy zur Leiterin des Büros für technische Zusammenarbeit und Forschung der US-Behörde für internationale Entwicklung ernannt. Unter der Regierung Johnson kämpfte sie dafür, dass die Politik, die die Aufnahme von Geburtenkontrolle in die Gesundheitsprogramme der Behörde verhinderte, aufgehoben wurde. Es wird ihr zugeschrieben, Präsident Lyndon B. Johnson davon überzeugt zu haben, seine Politik der Finanzierung internationaler Programme zur Geburtenkontrolle zu ändern.
Im Jahr 1965 nahm Baumgartner eine Stelle als Gastprofessorin an der Harvard Medical School an. In dieser Position blieb sie bis zu ihrer Pensionierung im Jahr 1972. In denselben Jahren war sie auch Geschäftsführerin der Medical Care and Education Foundation.
Während ihrer gesamten Laufbahn widmete sich Baumgartner der Gesundheitserziehung als Eckpfeiler für die Schaffung einer gesunden Gemeinschaft, beginnend mit ihrer Arbeit als District Health Officer bei der Planung von Kursen und Kliniken. Baumgartner war auch eine frühe Befürworterin des von Jonas Salk entwickelten Impfstoffs als Methode zur Immunisierung gegen Kinderlähmung und der Fluorierung des Wassers als Bollwerk gegen Zahnerkrankungen.

## Auszeichnungen und Ehrungen (Auswahl)
Baumgartner wurde 1969 zum Fellow der American Academy of Arts and Sciences gewählt. Im Jahr 1977 wurde sie mit der Public Welfare Medal der Nationalen Akademie der Wissenschaften ausgezeichnet.  Die Yale University würdigte sie 1983 mit der Wilbur Cross Medal. Zu ihren weiteren Auszeichnungen gehören die Sedgwick Medal, der Albert Lasker Public Service Award, der Elizabeth Blackwell Award und der Samuel J. Crumbine Award.